# Bill Struth
Pour les articles homonymes, voir Struth (homonymie).
Bill Struth est un entraîneur de football écossais né en 1875 à Milnathort (en) et décédé le 21 septembre 1956 à Glasgow. Il fait partie du Scottish Football Hall of Fame, depuis 2008, lors de la cinquième session d'intronisation.

## Biographie
Deuxième manager de l'histoire du Rangers Football Club, il dirige son équipe pendant 34 ans, de 1920 à 1954, tout en assumant en parallèle des fonctions de direction.
Arrivé avec des idées novatrices, exigent avec ses joueurs, il connaît un succès inédit, faisant de lui l'entraîneur le plus titré de l'histoire du club : il compte à son départ 18 championnats d'Écosse, 10 Coupe d'Écosse, 2 Coupe de la Ligue, 19 Glasgow Cups, ainsi que de nombreux titres pendant la Seconde Guerre mondiale.